# 합천군 갑
합천군 갑은 대한민국의 옛 국회의원 선거구이다. 당시 경상남도 합천군의 일부 지역을 관할했다.

## 역사
제헌 국회의원 선거를 앞두고 합천군의 일부 지역을 관할하는 선거구로 신설되었다. 신설 당시 합천군 합천면, 봉산면, 묘산면, 가야면, 야로면, 율곡면, 초계면, 쌍책면을 관할했다.
제6대 국회의원 선거를 앞두고 산청군 선거구, 합천군 을 선거구와 통합되어 산청군·합천군 선거구를 이루게 됨에 따라 폐지되었다.

## 역대 국회의원
| 선거   | 정당 | 정당               | 의원   |
| ------ | ---- | ------------------ | ------ |
| 1948년 |      | 대한독립촉성국민회 | 이원홍 |
| 1950년 |      | 무소속             | 노기용 |
| 1954년 |      | 무소속             | 유봉순 |
| 1958년 |      | 무소속             | 유봉순 |
| 1960년 |      | 무소속             | 이상신 |

## 역대 선거 결과

### 대한민국 제헌 국회의원 선거
|  | 48.19% |

|  | 28.79% |

|  | 17.00% |

|  | 6.01% |

### 대한민국 제2대 국회의원 선거
|  | 23.81% |

|  | 17.23% |

|  | 15.14% |

|  | 14.87% |

|  | 12.31% |

|  | 7.58% |

|  | 3.96% |

|  | 2.66% |

|  | 2.39% |

### 대한민국 제3대 국회의원 선거
|  | 42.55% |

|  | 21.13% |

|  | 13.67% |

|  | 11.01% |

|  | 4.33% |

|  | 3.70% |

|  | 3.57% |

### 대한민국 제4대 국회의원 선거
|  | 69.53% |

|  | 14.47% |

|  | 13.20% |

|  | 2.79% |

### 대한민국 제5대 국회의원 선거
|  | 22.33% |

|  | 20.61% |

|  | 12.86% |

|  | 10.96% |

|  | 10.22% |

|  | 9.16% |

|  | 6.93% |

|  | 4.51% |

|  | 2.38% |